# Wavelab (Schiff)
Der Katamaran Wavelab ist ein Erprobungsschiff, mit dem die Voraussetzungen für die autonome Personenschifffahrt geschaffen werden sollen.

## Projekt
Das Schiff des Forschungs- und Entwicklungszentrums Fachhochschule Kiel (FuE-Zentrum FH Kiel GmbH) wurde im Rahmen des vom Bundesministerium für Digitales und Verkehr geförderten Projektes CAPTN Förde Areal (Clean Autonomous Public Transport Network) von der Gebr. Friedrich-Werft erbaut.
Mittels dieses Fahrzeuges sollen die Grundlagen für eine geplante elektrisch-autonome Personenfähre erforscht und weiterentwickelt werden. Die technische Versuchsplattform ist Voraussetzung für die Erforschung neuer Schlüsseltechnologien wie die des sauberen Antriebs mittels Brennstoffzelle und Akkus, des autonomen Fahrens und der damit verbundenen Sensorik.
Die Erprobungen zum autonomen Betrieb erfolgen in Kooperation mit der Wehrtechnischen Dienststelle für Schiffe und Marinewaffen, Maritime Technologie und Forschung (WTD71) auf der für die zivile Schifffahrt gesperrten Wasserfläche des Marinearsenals in Kiel.

## Technische Daten
Das Schiff wird von zwei 50 kW starken Elektromotoren des Typs Deep Blue 50i 2000 der Firma Torqeedo angetrieben. Sie sind in den beiden drei Meter hohen Rümpfen untergebracht und wirken auf zwei Ruderpropeller. Ihre Energie erhalten die Elektromotoren aus sechs Lithium-Ionen-Akkumulatoren mit einer Gesamtkapazität von 320 kWh. Geplant ist auch eine mit grünem Wasserstoff betriebene Brennstoffzelle.
Der geschlossene Decksaufbau mit 20 m² bietet Platz für die Brücke sowie insgesamt Plätze für 2 Besatzungsmitglieder und 2 Arbeitsplätze für Wissenschaftler. Die Zulassung erlaubt maximal 12 Personen an Bord. Weiterhin ist an Bord Platz für Ausrüstungs- und Forschungsgegenstände bis hin zu einem 20'-Container vorhanden. Die maximale Zuladung beträgt acht Tonnen.
Die Baukosten des Schiffes betrugen etwa 3,5 Mio. Euro.